# Darren Bent
Darren Ashley Bent (Tooting, 6 de fevereiro de 1984) é um ex-jogador de futebol profissional inglês que atuou como atacante. Jogou na Premier League e na Football League por nove clubes, e em nível internacional pela Seleção Inglesa de Futebol.

## Carreira
Revelado pelo Ipswich Town, se destacou no Charlton, no campeonato inglês de 2005/2006 marcou 18 gols ficando atrás de Thierry Henry  e Van Nistelrooy na artilharia da competição, e sendo contratado pelo Tottenham na mesma época em que começou a ser convocado para Seleção Inglesa.
Em 2009, transferiu-se para o Sunderland e em 2011 para o Aston Villa por 18 milhões de libras (21,4 milhões de euros)e tres anos depois foi ao Derby County.